# Brycon guatemalensis
Brycon guatemalensis är en fiskart som beskrevs av Regan, 1908. Brycon guatemalensis ingår i släktet Brycon och familjen Characidae. Inga underarter finns listade.